# Raimundo II de Tolosa e Ruergue
Raimundo II de Tolosa e Ruergue (c. 870 — 923) foi conde de Tolosa e de Ruergue.

## Relações familiares
Foi filho de Odão I (832 — 918) conde de Tolosa e de Ruergue e de Gracinda de Albi. Casou com Gunilda de Barcelona (870 — 926), filha de Vifredo I de Barcelona (830 - 21 de agosto de 897) de quem teve:
1. Raimundo Pôncio de Tolosa e Ruergue conde de Tolosa e de Ruergue casado com Garsinda de Gasconha, filha de Garcia Sanchez da Gasconha "o Curvado" Duque da Gasconha e de Aminiona de Angoulene.
2. Gracinda de Ruergue casada com Guilherme Garcês da Gasconha, conde de Fezensac.